# Nekhbet
În mitologia egipteană, Nekhbet (cunoscută și sub numele de Nechbet sau Nekhebit) a fost zeița ocrotitoare a orașului Nekheb. În decursul timpului ea a devenit zeița protectoare a întregului Egipt de Sus și una din cele două zeități protectoare a Egiptului (după unificarea acestuia).
Cel mai vechi oracol egiptean cunoscut este altarul lui Nekhbet din Nekheb, orașul morților, totodată orașul complementar al Nekhen, capitala religioasă și politică a Egiptului de Sus la sfârșitul perioadei predinastice (circa 3200-3100 î.e.n.) și probabil și în perioada predinastică timpurie (circa 3100-2686 î.e.n.).
Preotesele zeiței Nekhbet se numeau muu (mame) și purtau robe făcute din pene de vultur.